# Saint-Amancet
Saint-Amancet település Franciaországban, Tarn megyében. Lakosainak száma 176 fő (2022. január 1.). Saint-Amancet Cahuzac, Dourgne, Lagardiolle és Sorèze községekkel határos.

## Népesség
A település népessége az elmúlt években az alábbi módon változott:
| Lakosok száma | 183  | 191  | 193  | 189  | 188  | 186  | 185  | 181  | 176  |
|               | 2013 | 2015 | 2016 | 2017 | 2018 | 2019 | 2020 | 2021 | 2022 |